# Dicentria cerriben
Dicentria cerriben är en fjärilsart som beskrevs av Dyar 1915. Dicentria cerriben ingår i släktet Dicentria och familjen tandspinnare. Inga underarter finns listade i Catalogue of Life.